# 通州路 (元朝)
通州路，元朝时设置的路。
至元十五年（1278年）升通州置，治所在静海县（今江苏省南通市），属河南江北行省。辖境相当今江苏省南通、海门、如东、通州等市县地。二十一年复降为州。